# Дергачёвский городской совет
Дергачёвский городско́й сове́т — входит в состав 
Дергачёвского района Харьковской области Украины.
Административный центр городского совета находится в 
город Дергачи.

## История
- 1920-е годы — дата образования Деркачёвского сельского Совета депутатов трудящихся в составе … волости Харьковского уезда Харьковской губернии Украинской Советской Социалистической Республики.
- С марта 1923 года по сентябрь 1930 — в составе Харьковского о́круга, с февраля 1932 — Харьковской области УССР.
- Входил в Деркачёвский район Харьковской области. В период, когда Деркачёвский район был упразднён, входил в Харьковский район.
- 1938 — дата преобразования в поссовет в одновременно с присвоением Деркачам статуса посёлок городского типа.
- 1943 (после августа) — Деркачёвский поссовет стал Дергачёвским без официального переименования н.п. после освобождения территории района от нацистской оккупации.
- 1977 — дата преобразования в горсовет, одновременно с присвоением Дергачам статуса города.
- После 17 июля 2020 года в рамках административно-территориальной реформы по новому делению Харьковской области[2][3] весь Дергачёвский район Харьковской области был ликвидирован; входящие в него населённые пункты и его территории были присоединены к Харьковскому району области.

## Населённые пункты совета
- город Дергачи́ (до 1943 Деркачи́)
- село Белаши́
- село Болибо́ки
- село Емцы
- село Замерцы
- село Маслии
- село Мищенки
- село Семёновка
- село Шелкоплясы

### Ликвидированные населённые пункты
- село Лещенки